# Kerteminde (plaats)
Kerteminde is een plaats op het eiland Funen in de Deense regio Zuid-Denemarken, gemeente Kerteminde. De plaats ligt aan weerszijden van de monding van de Kerteminde Fjord en telt 5987 inwoners (2020).

## Naam
De naam Kerteminde is afkomstig van Kirta - de oude naam voor de Kerteminde Fjord - en het woord minni - het Ouddeense woord voor monding. Via Kiertheminde (1412) en Kirtimynnæ (1430) werd het uiteindelijk Kerteminde.

## Geschiedenis
Op basis van muntvonsten kan worden gesteld dat er al rond 1050 n.Chr. sprake was van menselijke activiteiten op de plek waar nu Kerteminde ligt. Omstreeks 1225 was er een vismarkt. Pas in 1350 duikt de stadsnaam voor het eerst op als een koopman uit Lübeck een schenking doet aan de kerk van Kertemunde.
In 1413 ontvangt Kerteminde stadsrechten van koning Erik van Pommeren. Twee jaar later wordt de stad middels de Langebro (= lange brug) verbonden met de andere oever van de monding van de fjord.
In 1476 wordt het koor van de kerk ingewijd. De kerk wordt opgedragen aan Sint Laurentius.
Met de opening op 5 april 1900 van de Odense-Kerteminde-Dalby Jernbane (OKDJ) kreeg Kerteminde een station. Op 31 maart 1966 werd de spoorlijn weer opgeheven en opgebroken.
De gemeentelijke herindeling van 2007 voegde Kerteminde samen met Langeskov en Munkebo tot Kerteminde Kommune.

## Bezienswaardigheden
Sinds 1997 is in de haven van Kerteminde het Fjord-og Bælt Centeret ('Fjord&Bælt') te vinden. Dit centrum is zowel een museum als een onderzoeksinstituut voor het dierlijk leven in de zee en werkt samen met de Syddansk Universitet.